# Вальмір Сулеймані
Вальмір Сулеймані (алб. Valmir Sulejmani, нар. 1 лютого 1996, Гросбургведель) — косовський та німецький футболіст, що грає на позиції півзахисника.

## Клубна кар'єра

### Ранні роки
Розпочав свою молодіжну кар'єру Вальмір в 9-річному віці в молодіжній академії клубу Ганновер 96. Він виступав у складі молодшої команди Ганновер 96 U-19, і в сезоні 2012/13 років дебютував у Бундеслізі U-19. Того сезону Сулеймані зіграв 7 матчів та забив 1 м'яч у ворота Хельштей Кель U-19 12 травня 2013 року. Ганновер у тому поєдинку переміг з рахунком 5:2. Наступний зон у складі молодіжки Ганновера Вальмір розпочав матчем проти Рот-Вайс (Ерфурт), в якому ерфуртці святкували перемогу з рахунком 3:1. Того сезону Сулеймані відзначився двома голами у воротах суперників, перший з них Вальмір забив вже наступного тижня, після початку сезону, 18 серпня 2013 року в матчі проти Санкт-Паулі U-19, а його команда здобула перемогу з рахунком 4:2. Свій другий м'яч Вальмір забив у ворота Гамбурга U-19, а «Ганновер» здобув перемогу з рахунком 4:1. У сезоні 2013/14 років за молодіжку «Ганновера» Сулеймані відіграв 6 матчів та забив 2 м'ячі, а 19 жовтня 2013 року у матчі між Ганновер 96 II та Вікторіэю (Гамбург) дебютував у стартовому складі другої команди «Гамбурга», його клуб у тому матчі здобув виїзну перемогу з рахунком 2:0.

### Головна команда Ганноверу 96
26 жовтня 2013 року Сулеймані відіграв повний матч у складі Ганновер 96 II у матчі проти Вердера II. У цьому матчі друга команда ганноверців здобула розгромну перемогу над другою командою «бременських музикантів» з рахунком 9:2. Після цього він потрапив у заявку на матч головних команд цих суперників, який відбувся 3 листопада 2013 року. Вальмір увесь поєдинок просидів на лавці запасних. Сулеймані дебютував у футболці Ганноверу у віці 17 років, 14 грудня 2013 року, у матчі проти Нюрнбергу. Він вийшов на заміну замість Артура Собєха на 74-ій хвилині матчу, який завершився з нічийним рахунком 3:3. У цьому матчі він допоміг врятувати команді одне очко, перший тайм того поєдинку завершився з рахунком 3:0 на користь «Нюрнбергу», і Вальмір віддав результативну передачу на Маме Діуфа, коли той скоротив до мінімуму відставання «Ганноверу» у тому поєдинку. У наступному матчі, який відбувся 21 грудня 2013 року, проти «Фрайбурга» Сулеймані дебютував у стартовому складі «Ганновера», проте вже у другій половині гри його замінив Артур Собєх, тим не менше «Фрайбург» здобув перемогу з рахунком 2:1.

### Оренда в «Уніон» (Берлін)
29 січня 2015 року було оголошено про те, що до завершення сезону 2014/15 років Сулеймані буде виступати на правах оренди в клубі з Бундесліги 2 «Уніон» (Берлін). Він був запрошений до команди як заміна для вже давно травмованого Максиміліана Тіля, Таким чином Вальмір возз'єднався з головним тренером «Уніону» Норбертом Дювелем, який раніше працював поміником головного тренера в «Ганновері 96».

## Кар'єра в збірних
У період з 2012 по 2013 роки Сулеймані відіграв п'ять матчів у складі збірної Німеччини U-17.
Під час свого інтерв'ю албанським ЗМІ Вальмір Сулеймані заявив, що вже контактував з ФФА, і незважаючи на виступи за юнацькі збірні Німеччини, він міг би виступати за албанську збірну в майбутньому, оскільки має албанське походження. В свою чергу, тренер збірної Албанії, Джанні Де Б'язі, заявив, що Сулеймані входить до його планів.
1 серпня 2014 року тренер національної футбольної збірної Албанія U-21 Скендер Гега заявив, що він запросив Сулеймані на товариський матч, який мав відбутися 6 серпня 2014 року проти збірної Катару U-20. Через два дні, 3 серпня 2014 року, Змі повідомили, що його клуб «Ганновер 96» не відпустив Вальміра до табору збірної Албанії U-21, але Сулеймані особисто повідомив, що братиме участь в майтніх матчах збірної. 1 жовтня 2014 року Вальмір отримав ще один виклик до табору збірної Албанії U-21 на товариський матч зі збірною Румунії U-21, але він відмовився приєднуватися до збірної.
23 серпня 2015 року албанські ЗМІ опублікували список футболістів, які були запрошені на матч Косова проти Буркіна-Фасо, і в цьому списку був Вальмір Сулеймані. 10 жовтня 2015 Сулеймані вийшов на 57-й хвилині замість Мергіма Брахімі, таким чином дебютувавши у складі кососької збірної. 3 червня 2016 року, він також грав в основному складі в першому міжнародному матчі після визнання ФІФА збірної Косова.

## Статистика

### Клубна
Статистичні дані станом на 19 квітня 2016 року
| Сезон                            | Команда                          | Чемпіонат                        | Чемпіонат | Чемпіонат | Нац. кубок | Нац. кубок | Нац. кубок | Конт. кубок | Конт. кубок | Конт. кубок | Ін. кубки | Ін. кубки | Ін. кубки | Загалом | Загалом |
| Сезон                            | Команда                          | Змаг                             | Ігри      | Голи      | Змаг       | Ігри       | Голи       | Змаг        | Ігри        | Голи        | Змаг      | Ігри      | Голи      | Ігри    | Голи    |
| -------------------------------- | -------------------------------- | -------------------------------- | --------- | --------- | ---------- | ---------- | ---------- | ----------- | ----------- | ----------- | --------- | --------- | --------- | ------- | ------- |
| жов. 2013-бер. 2014              | Ганновер 96 II                   | РЛ                               | 10        | 0         | -          | -          | -          | -           | -           | -           | -         | -         | -         | 10      | 0       |
| гр. 2013-тр. 2014                | Ганновер 96                      | БЛ                               | 6         | 0         | -          | -          | -          | -           | -           | -           | -         | -         | -         | 6       | 0       |
| сер.-гр. 2014                    | Ганновер 96 II                   | РЛ                               | 16        | 0         | -          | -          | -          | -           | -           | -           | -         | -         | -         | 16      | 0       |
| лют.-тр. 2015                    | Уніон (Берлін)                   | 2БЛ                              | 6         | 0         | -          | -          | -          | -           | -           | -           | -         | -         | -         | 6       | 0       |
| бер. 2015                        | Уніон (Берлін) II                | РЛ                               | 1         | 0         | -          | -          | -          | -           | -           | -           | -         | -         | -         | 1       | 0       |
| 2015-кв. 2016                    | Ганновер 96 II                   | РЛ                               | 23        | 4         | -          | -          | -          | -           | -           | -           | -         | -         | -         | 23      | 4       |
| Загалом у складі Ганноверу 96 II | Загалом у складі Ганноверу 96 II | Загалом у складі Ганноверу 96 II | 47        | 2         |            | -          | -          |             | -           | -           |           | -         | -         | 47      | 2       |
| кв. 2016                         | Ганновер 96                      | БЛ                               | 4         | 0         | -          | -          | -          | -           | -           | -           | -         | -         | -         | 4       | 0       |
| Загалом у складі Ганноверу 96    | Загалом у складі Ганноверу 96    | Загалом у складі Ганноверу 96    | 10        | 0         |            | -          | -          |             | -           | -           |           | -         | -         | 10      | 0       |
| Усього в кар'єрі                 | Усього в кар'єрі                 | Усього в кар'єрі                 | 61        | 2         |            | -          | -          |             | -           | -           |           | -         | -         | 66      | 4       |

### У збірній
| Матчі та голи Вальміра Сулеймані за збірну Косова | Матчі та голи Вальміра Сулеймані за збірну Косова | Матчі та голи Вальміра Сулеймані за збірну Косова | Матчі та голи Вальміра Сулеймані за збірну Косова | Матчі та голи Вальміра Сулеймані за збірну Косова | Матчі та голи Вальміра Сулеймані за збірну Косова | Матчі та голи Вальміра Сулеймані за збірну Косова |
| №                                                 | Дата                                              | Місце проведення                                  | Суперник                                          | Рахунок                                           | Голи                                              | Змагання                                          |
| ------------------------------------------------- | ------------------------------------------------- | ------------------------------------------------- | ------------------------------------------------- | ------------------------------------------------- | ------------------------------------------------- | ------------------------------------------------- |
| 1                                                 | 10 жовтня 2015                                    | Міський стадіон, Приштина                         | Екваторіальна Гвінея                              | 2:0                                               | —                                                 | Товариський матч                                  |
| 2                                                 | 3 червня 2016                                     | Фольсбанк Штадіон Франкфурт, Франкфурт-на-Майні   | Фарери                                            | 2:0                                               | —                                                 | Товариський матч                                  |

Підсумок: 2 матча / 0 голів; eu-football.info [Архівовано 15 лютого 2018 у Wayback Machine.].